# Gare de Varangéville - Saint-Nicolas
Pour les articles homonymes, voir Gare de Saint-Nicolas (homonymie).
La gare de Varangéville - Saint-Nicolas est une gare ferroviaire française de la ligne de Noisy-le-Sec à Strasbourg-Ville, située sur le territoire de la commune de Varangéville, à proximité de celui de Saint-Nicolas-de-Port, au sud, dans le département de Meurthe-et-Moselle, en région Grand Est.
C'est une gare de la SNCF, desservie par des trains régionaux (réseau TER Grand Est).

## Situation ferroviaire
Établie à 207 mètres d'altitude, la gare de Varangéville - Saint-Nicolas est située au point kilométrique (PK) 365,396 de la ligne de Noisy-le-Sec à Strasbourg-Ville (également appelée ligne de Paris-Est à Strasbourg-Ville), entre les gares de Laneuveville-devant-Nancy et de Dombasle-sur-Meurthe. À l'est, est implanté un triage.
La gare possède deux voies, desservies chacune par un quai latéral. Sa vitesse limite de traversée est de 150 km/h.

## Histoire
La gare est mise en service le 12 aout 1852 par la Compagnie du chemin de fer de Paris à Strasbourg, lorsqu'elle ouvre à l'exploitation la section de Frouard à Sarrebourg de sa ligne de Paris à Strasbourg.
Le bâtiment voyageurs, de style néoclassique, fut construit en 1852. Il est typique des gares construites par la Compagnie du chemin de fer de Paris à Strasbourg ; il correspond au type 5 dans la classification de la Compagnie des chemins de fer de l'Est. Il dispose de deux ailes, symétriques, de deux travées.

## Fréquentation
De 2015 à 2024, selon les estimations de la SNCF, la fréquentation annuelle de la gare s'élève aux nombres indiqués dans le tableau ci-dessous.
| Année                      | 2015    | 2016    | 2017    | 2018    | 2019    | 2020    | 2021    | 2022    | 2023    | 2024    |
| -------------------------- | ------- | ------- | ------- | ------- | ------- | ------- | ------- | ------- | ------- | ------- |
| Voyageurs                  | 253 934 | 255 131 | 292 623 | 292 272 | 302 982 | 231 914 | 282 964 | 348 189 | 395 548 | 396 621 |
| Voyageurs et non voyageurs | 317 417 | 318 914 | 365 778 | 365 340 | 378 727 | 289 893 | 353 705 | 435 236 | 494 435 | 495 776 |

## Service des voyageurs

### Accueil
Gare SNCF, elle dispose d'un bâtiment voyageurs (ouvert tous les jours), avec guichet (ouvert du lundi au samedi et fermé les dimanches et jours fériés). Elle est équipée d'automates pour l'achat des titres de transport.
Un souterrain permet la traversée des voies et le passage d'un quai à l'autre.

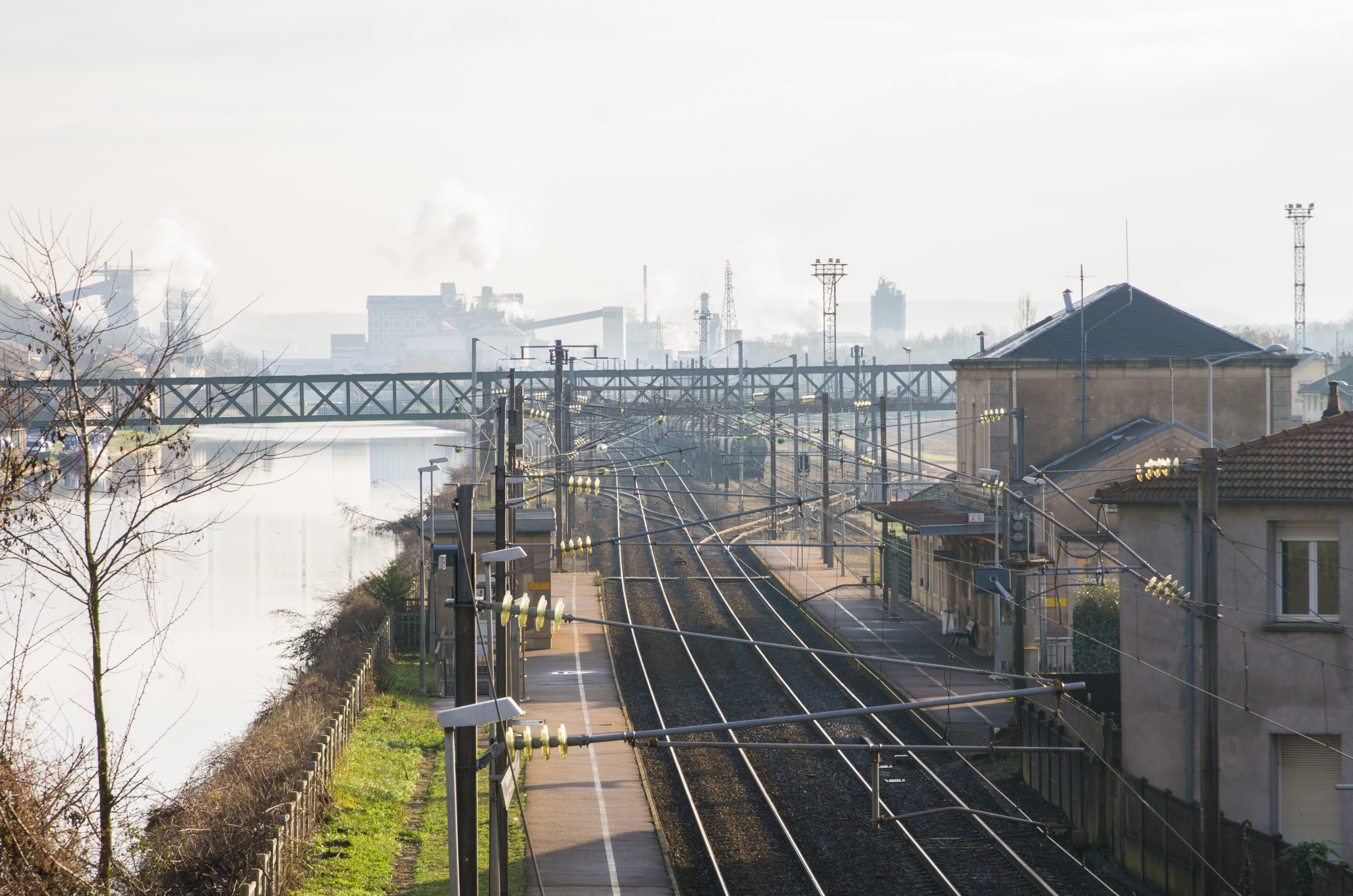
Vue d'ensemble de la gare, avec, sur la gauche, le canal de la Marne au Rhin.
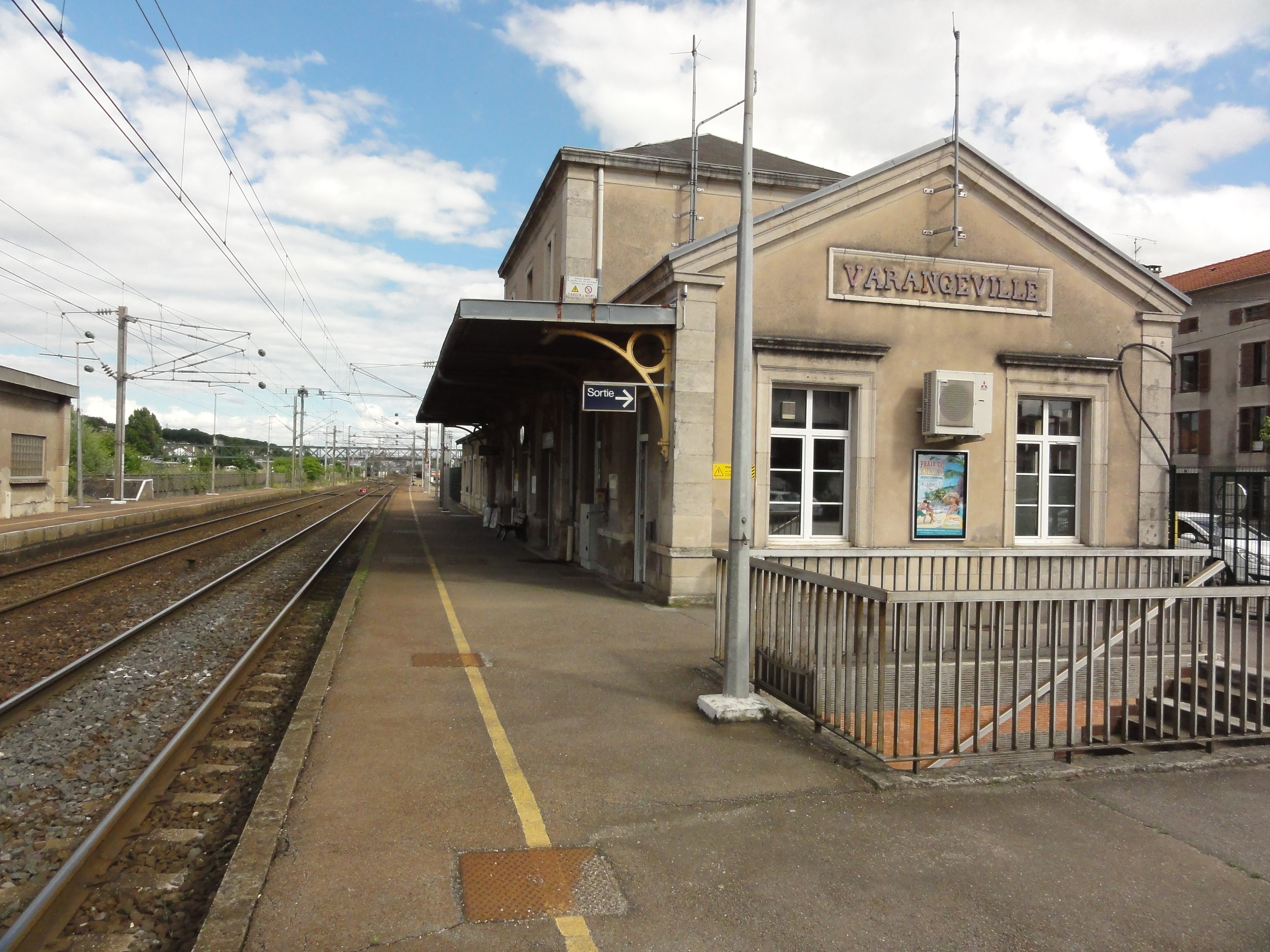
La gare, côté quais.
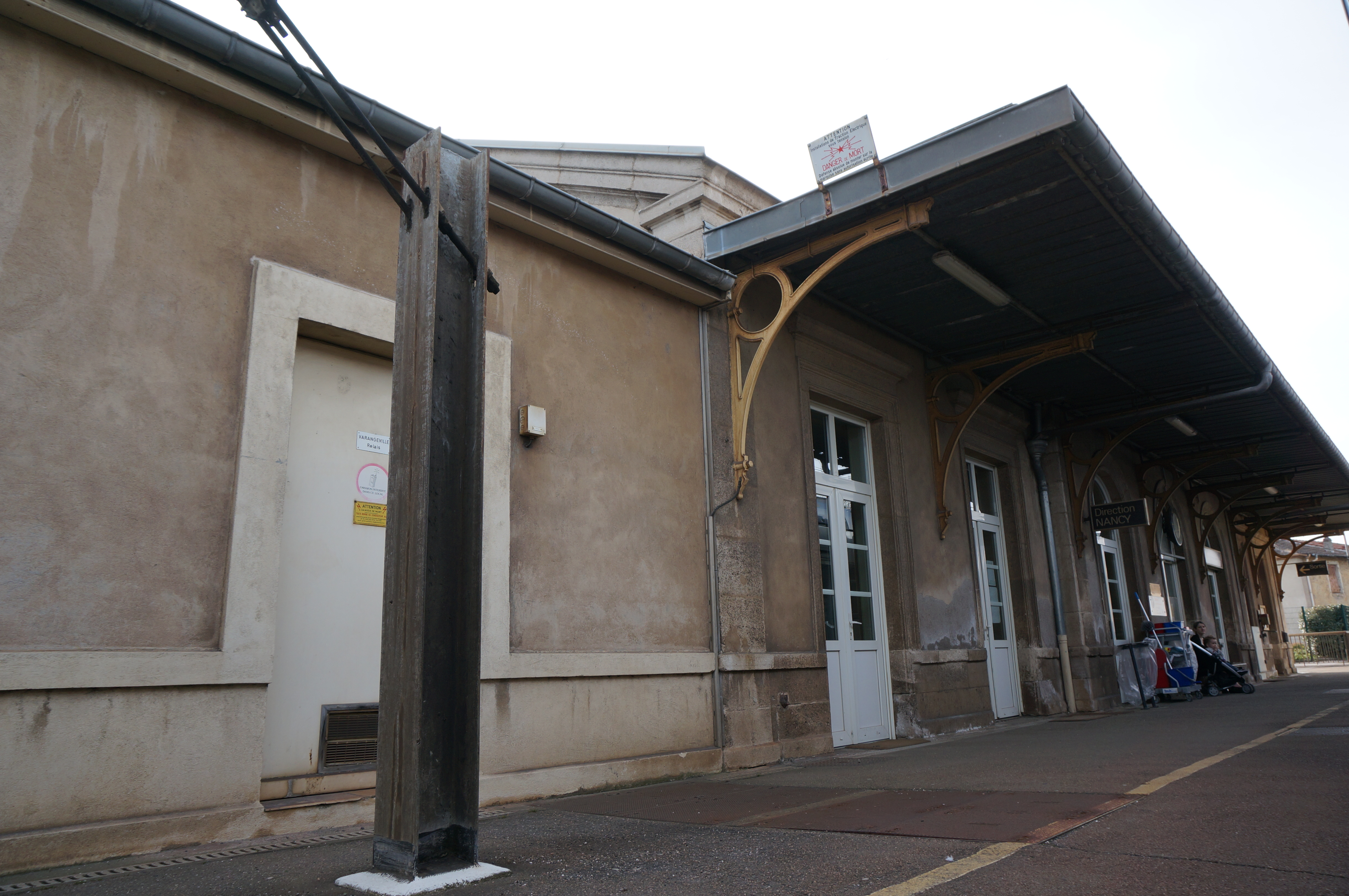
La marquise du bâtiment.

### Desserte
Varangéville - Saint-Nicolas est desservie par des trains TER Grand Est, qui effectuent des missions entre : Reims, Revigny, Bar-le-Duc, Nancy ou Metz, et Lunéville, Épinal ou Remiremont.

### Intermodalité
Un parc sécurisé pour les vélos et un parking pour les véhicules sont aménagés à proximité immédiate de la gare.

## Service du fret
La gare est ouverte au service du fret. Elle bénéficie d'un accord commercial pour la desserte d'une industrie voisine (usine Solvay de Dombasle-sur-Meurthe) par wagon isolé.
Captrain France dispose de bureaux dans le bâtiment voyageurs.